# 波斯特罗夫
波斯特罗夫（法語：Postroff，法語發音：[pɔstʁɔf]；洛林法兰克语：Boschtroff）是法国摩泽尔省的一个市镇，属于萨尔堡-萨兰堡区。

## 地理
波斯特罗夫（48°51'4"N, 7°4'46"E）面积5 平方千米，位于法国大東部大區摩泽尔省，该省份为法国东北部内陆省份，是洛林的一部分，西南接默尔特-摩泽尔省，东临下莱茵省，北与卢森堡和德国接壤。
与波斯特罗夫接壤的市镇（或旧市镇、城区）包括：贝伦多夫、费内特朗日、涅代尔斯坦泽、埃什维莱尔、基尔贝格、沃尔夫斯基申。

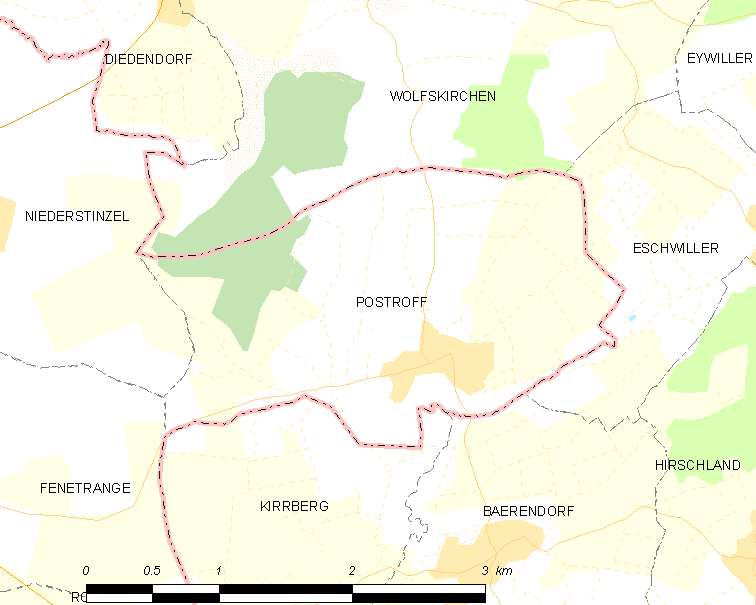
波斯特罗夫的OSM定位图

波斯特罗夫的时区为UTC+01:00、UTC+02:00（夏令时）。

## 行政
波斯特罗夫的邮政编码为57930，INSEE市镇编码为57551。

## 政治
波斯特罗夫所属的省级选区为萨尔堡县。

## 人口

1962-2008年间波斯特罗夫人口变化图示

波斯特罗夫于2022年1月1日时的人口数量为198人。